# Sommeron
Sommeron är en kommun i departementet Aisne i regionen Hauts-de-France i norra Frankrike. Kommunen ligger  i kantonen La Capelle som ligger i arrondissementet Vervins. År 2022 hade Sommeron 135 invånare.

## Befolkningsutveckling
Antalet invånare i kommunen Sommeron
Referens: INSEE